# Belvianes-et-Cavirac
Belvianes-et-Cavirac település Franciaországban, Aude megyében. Lakosainak száma 259 fő (2022. január 1.). Belvianes-et-Cavirac Puilaurens, Quirbajou, Saint-Julia-de-Bec, Saint-Martin-Lys és Quillan községekkel határos.

## Népesség
A település népessége az elmúlt években az alábbi módon változott:
| Lakosok száma | 342  | 333  | 332  | 291  | 289  | 275  | 255  | 248  | 238  | 259  |
|               | 1968 | 1982 | 1999 | 2006 | 2011 | 2015 | 2017 | 2018 | 2020 | 2022 |